# 大戸のサクラ
大戸のサクラ（おおどのさくら）は、茨城県東茨城郡茨城町大戸にあるサクラの木。

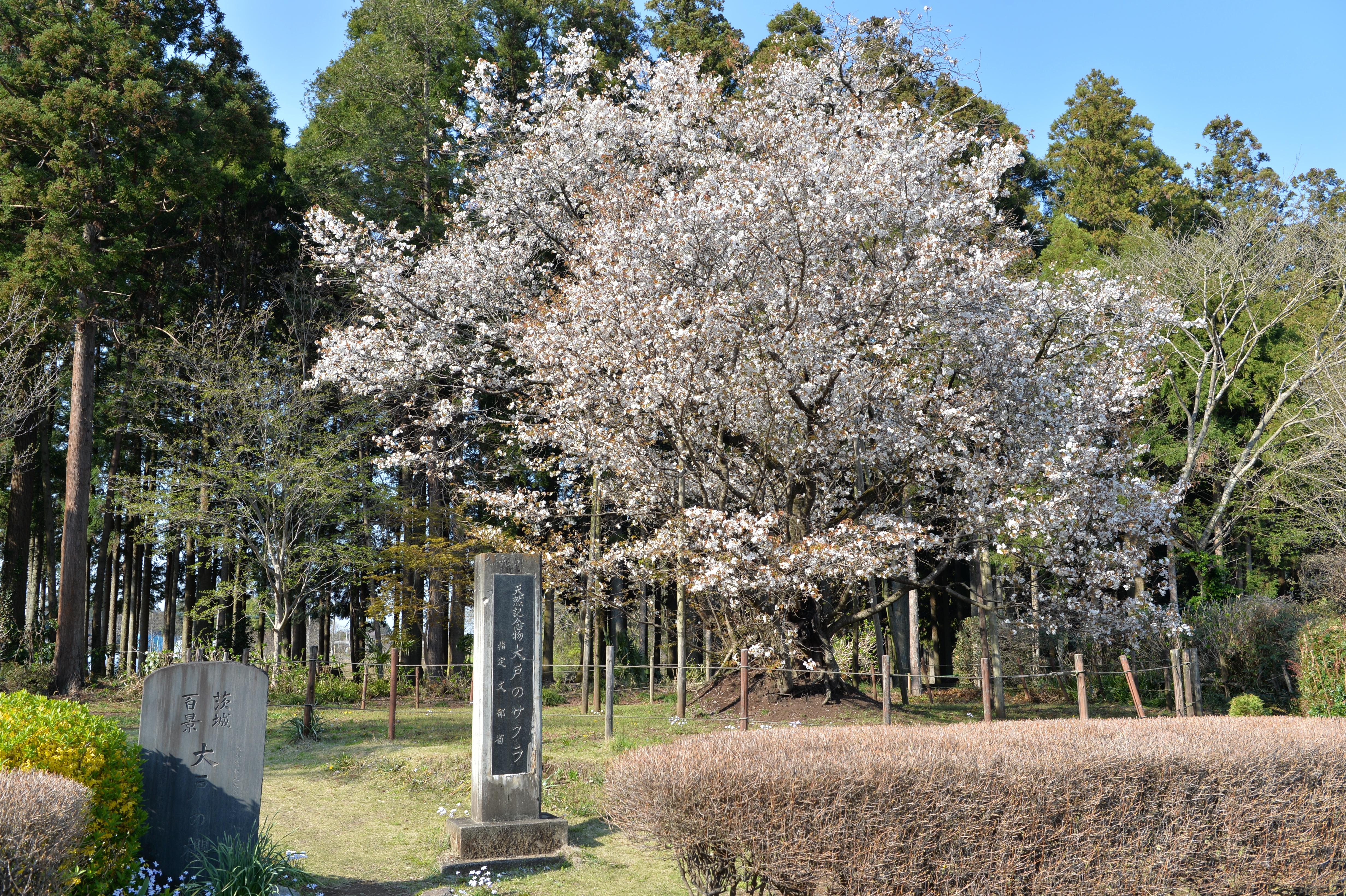
大戸のサクラ（2020年4月4日撮影）

## 概要
シロヤマザクラで樹齢は500年以上、根元の周囲は10.4メートルを越えていたが、現在は7メートル。樹高、およそ15メートル。
花が咲く時期は4月初旬ごろ。1932年（昭和7年）7月23日、国の天然記念物に指定された。 
茨城町教育委員会によると、徳川光圀がこの桜を鑑賞したと伝えられているという。

## 所在地
- 〒311-3114 茨城県東茨城郡茨城町大戸1539

## アクセス
- 北関東自動車道茨城町東インターチェンジから西へ、車で6分

## 周辺
- 涸沼
- 涸沼自然公園